# Harald al IV-lea al Norvegiei
Harald Gille (n. 1102, Irlanda – d. 14 decembrie 1136, Bergen, Danemarca-Norvegia) a fost regele Norvegiei din 1130 până la moartea sa în 1136. Prenumele de Gille vine probabil de la Gilla Crist, adică Servitorul lui Hristos.

## Rădăcinile și tinerețea
Harald a fost născut în circa 1102 în Irlanda sau Insulele Hebride. În conformitate cu legendele, el a devenit familiar cu Norvegia printr-o cunoștință cu comercianții norvegieni, inclusiv Rögnvald Kali Kolsson, care avea să devină mai târziu Conte de Orkney. În jurul anului 1127, Harald a mers în Norvegia și a declarat că este fiul nelegitim al fostului rege Magnus al III-lea al Norvegiei, care vizitase Irlanda chiar înainte de moartea sa, în 1103. Acest fapt nu este imposibil pentru că și alți descendenți ai lui Magnus sunt raportați în sursele irlandeze și este cunoscut faptul că el era foarte mândru de o femeie irlandeză. Harald a pretins că este fratele vitreg al regelui domnitor, Sigurd I al Norvegiei. Presupusa relație a fost recunoscută de către Sigurd cu condiția ca Harald să nu pretindă nici o parte din guvernarea regatului în timpul vieții sale sau a fiului său, Magnus. Trăind în condiții de prietenie cu regele, Harald a păstrat acordul până la moartea lui Sigurd, în 1130.

## Domnia
Harald se afla în Tønsberg atunci când a auzit de moartea regelui Sigurd. El a convocat o ședință la Hauga și a fost ales rege peste jumătate de țară. Regele Magnus a fost obligat să împartă regatul său în două.
Împărăția a fost divizată astfel încât fiecare dintre ei să aiba jumătatea de parte a regatului pe care Sigurd l-a posedat în trecut. Ei au condus țara pentru ceva timp în pace. După patru ani de pace, Magnus a început să se pregătească de război împotriva lui Harald. Pe 9 august 1134, el l-a învins pe Harald într-o bătălie decisivă la Färlev în Bohuslän, iar Harald a fost nevoit să fugă în Danemarca. În mod uluitor, Magnus a desființat armata sa și s-a deplasat în Bergen să-și petreacă iarna acolo. Harald s-a reîntors în Norvegia cu o nouă armată și când a pătruns în Bergen în ziua de Crăciun, a întâlnit o opoziție foarte mică. Deoarece Magnus avea doar câțiva oameni, orașul a căzut cu ușurință în fața armatei lui Harald, pe 7 ianuarie 1135. Magnus a fost capturat și detronat, i s-au scos ochii și a fost aruncat în închisoare. Harald a condus țara până în 1136 când a fost ucis de către Sigurd Slembedjakn, un alt fiu nelegitim care pretindea că este fiul lui Magnus al III-lea.

## Viața personală
Harald a fost căsătorit cu Ingrid Ragnvaldsdottir, fiica lui Ragnvald Ingesson, fiul și moștenitorul regelui Inge I al Suediei. Harald a avut un fiu, Inge. În conformitate cu legendele, Harald a fost căsătorit anterior cu Bjadok. Cei doi au avut un fiu, Eystein. Printre concubinele lui Harald se numără Tora Guttorm, fiica lui Guttorm Gråbarde, care a fost mama lui Sigurd. El a avut de asemenea un fiu, Magnus, care a murit în 1145 la vârsta de zece ani. Toti cei patru fii au fost regi ai Norvegiei.